# Timothy Hallinan
Pour les articles homonymes, voir Hallinan.
Timothy Hallinan, né en 1949, est un écrivain américain, auteur de roman policier.

## Œuvre

### Romans

#### SérieSimeon Grist
- The Four Last Things (1989)
- Everything but the Squeal (1990)
- Skin Deep (1991)
- Incinerator (1992)
- The Bone Polisher (1993)
- The Man with no Time (1994)
- Pulped (2017)

#### SériePoke Rafferty
- A Nail Through The Heart (2007)
- The Fourth Watcher (2008)
- The Queen of Patpong (2010)
- The Fear Artist (2012)
- For the Dead (2014)
- The Hot Countries (2015)
- Fools’ River (2017)
- Street Music (2020)

#### SérieJunior Bender
- Crashed (2010)
- Little Elvises (2011)
- The Fame Thief (2013)
- Herbie's Game (2014)
- King Maybe (2016)
- Fields Where They Lay (2016)
- Nighttown (2018)
- Rock of Ages (2022)

### Recueil de nouvelles
- Shaken: Stories for Japan (2011), recueil collectif en collaboration avec Brett Battles, Cara Black, Dale Furutani, Naomi Hirahara, Wendy Hornsby, Debbi Mack, I. J. Parker, Gary Philips et C.J. West

## Prix et distinctions

### Nominations
- Prix Edgar-Allan-Poe du meilleur roman 2011 pour The Queen of Patpong[1]
- Prix Macavity 2016 du meilleur roman pour The Hot Countries[2]
- Prix Lefty 2019 du meilleur roman policier humoristique pour Nighttown[3]